# DSS (wzorzec NMR)
DSS, 2,2-dimetylo-2-silapentano-5-sulfonian sodu ((CH
3)
3Si(CH
2)
3SO−
3 Na+
) – krzemoorganiczny związek chemiczny stosowany jako wzorzec w spektroskopii magnetycznego rezonansu jądrowego (NMR), głównie jako wzorzec wewnętrzny próbek badanych w wodzie (H
2O lub D
2O) ze względu na dobrą rozpuszczalność w tym rozpuszczalniku (tetrametylosilan (TMS, (CH
3)
4Si), będący standardowym wzorcem w NMR, jest słabo rozpuszczalny w wodzie i jest stosowany w rozpuszczalnikach organicznych).

## 1HNMR
W spektroskopii 1H NMR o wartości przesunięcie chemiczne DSS i TMS są bardzo zbliżone – różnią się o ok. 0,02 ppm:
- w wodzie: δ DSS = +0,0173 ppm w stosunku do wewnętrznego TMS[4]
- w DMSO i innych rozpuszczalnikach organicznych: δ DSS = −0,0246 ppm w stosunku do wewnętrznego TMS[4]

Sąsiedztwo atomu krzemu o niskiej elektroujemności sprawia, że 9 magnetycznie równocennych atomów wodoru grup metylowych przyłączonych do atomu krzemu jest silnie przesłanianych i na widmie 1H NMR daje sygnał rezonansowy (singlet) w rejonie o wyższym polu magnetycznym (zbliżonym do TMS), niż sygnały pochodzące od atomów wodoru większości związków naturalnych. Widmo 1H NMR tego związku zawiera także sygnały od trzech grup metylenowych (−CH
2−) łańcucha bocznego, przy ok. 0,51, 1,59 i 2,46 ppm (DMSO) lub 0,57–0,65, 1,78 i 2,93 ppm (D
2O), każdy o intensywności około 22% względem sygnału referencyjnego −Si(CH
3)
3. Jeśli obecność tych dodatkowych sygnałów stanowi problem w interpretacji widma, dostępny jest również deuterowany DSS-d6, (CH
3)
3Si(CD
2)
3SO−
3 Na+
, lecz jego koszt jest znacząco wyższy (np. ok. 20× w ofercie firmy Sigma-Aldrich w 2021 r.).
Poodczas analizy niektórych peptydów kationowych DSS wykazuje zmienność przesunięcia chemicznego sygnału referencyjnego i jego poszerzenie, prawdopodobnie w wyniku oddziaływań z badanym związkiem. Problem ten można rozwiązać przez zastosowanie jako wzorca analogu DSS o odwrotnej polarności, trifluorooctanu 3-(trimetylosililo)propyloaminy, (CH
3)
3Si(CH
2)
3NH+
3 CF
3COO−
 (DSA), w którym grupa sulfonowa zastąpiona jest grupą aminową, a kation sodowy anionem trifluorooctowym.

## 13C NMR
W przypadku widm 13C NMR różnice między DSS i TMS są większe. Sygnał rezonansowy atomów węgla grupy −Si(CH
3)
3 obserwuje się przy δC = −1,9 ppm (w D
2O, TMS w kapilarze zanurzonej w D
2O) lub −1,7 (MeOD lub mieszanina H
2O/DMSO 1:4) względem wewnętrznego TMS.
Widmo 13C{1H} NMR tego związku zawiera trzy dodatkowe linie pochodzące od grup metylenowych (−CH
2−) łańcucha bocznego, występujące przy 15,8, 19,8 i 55,1 ppm (w D
2O) lub 17,4, 21,2 i 56,7 ppm (DMSO-d6.